# يفغيني كروغ
يفغيني كروغ هو لاعب كرة قدم روسي، ولد في 20 أبريل 1986 في نوفوسيبيرسك في روسيا. لعب مع دينامو بارنول وسبارتاك موسكو ونادي موردوفيا سارانسك.

## وصلات خارجية
- يفغيني كروغ على موقع قاعدة بيانات كرة القدم.إي يو (الإنجليزية)
- يفغيني كروغ على موقع Soccerway.com (الإنجليزية)